# Сапегин, Андрей Афанасьевич
Андрей Афанасьевич Сапегин (11 декабря 1883, Воскресенск, Херсонская губерния — 8 апреля 1946, Одесса) — русский, советский и украинский ботаник, генетик, селекционер и цитолог, академик АН УССР (1929-46), вице-президент (1939-45).

## Биография
Родился 11 декабря 1883 года в Воскресенске.
Вскоре переехал в Одессу и поступил в Новороссийский университет (ныне — Одесский национальный университет имени И. И. Мечникова), который он окончил в 1907 году. Администрацией университета был вновь приглашён в 1910 году и на протяжении 12 лет работал там же, при этом с 1917 года занимал должность профессора. Будучи приват-доцентом Новороссийского университета организовал и возглавил, в 1912 году, Селекционный отдел на Одесском опытном поле, который стал экспериментальной площадкой по выведению новых сортов пшеницы (за последующие десять лет отдел вывел несколько ценных озимых и яровых сортов). В 1918 году отдел опытного поля был объединён с Питомником кормовых культур и преобразован в Одесскую селекционную станцию которую возглавлял Сапегин проработав там руководителем по 1923 год. В 1920-е годы селекционная станция приступила к селекции подсолнечника, картофеля, арахиса, хлопчатника и других культур для нужд сельского хозяйства Союза ССР. Одновременно с этими всеми должностями с 1919 по 1921 год работал в Одесском сельскохозяйственном институте. С 1933 года по 1939 год занимал должность заместителя директора института генетики АН СССР. С 1940 по 1944 год заведовал лабораторией органогенеза института физиологии растений АН СССР. С 1944 по 1946 год занимал должность директора института ботаники АН Украинской ССР.
Скончался 8 апреля 1946 года в Одессе. Похоронен в Киеве на Байковом кладбище (участок № 1).

## Научная деятельность
Основные научные работы посвящены биологии, генетике, селекции сельскохозяйственных культур и цитологии.
- Изучал индивидуальное развитие растений.
- Исследовал межвидовые гибриды мягкой и твёрдой пшениц.

### Избранные труды
- Определение точности полевого опыта с помощью элементов вариационной статистики. — Одесса, 1921.
- Общая методика селекции сельскохозяйственных растений. — Одесса, 1926.
- Вариационная статистика. — М.; Л., 1929.

## Награды и премии
- Орден Ленина (2 октября 1944) — за выдающиеся заслуги в области развития советской науки, культуры и техники, за воспитание высококвалифицированных кадров научных работников, в связи с 25-летием со основания Академии Наук УССР
- Золотая медаль ВСХВ (1940)

## Память
- Именем Андрея Сапегина была названа улица в Одессе.